# Space Truckin'
〈Space Truckin'〉은 영국의 하드 록 밴드 딥 퍼플의 노래이다. 이 곡은 《Machine Head》의 일곱 번째이자 마지막 곡이며 우주 여행에 대한 가사이다.
기타리스트 리치 블랙모어는 《Classic Albums: Deep Purple – The Making of Machine Head》에서 이 곡의 작곡은 닐 헤프티가 작곡한 《배트맨》 TV 프로그램의 주제음악에서 영감을 얻은 후렴구의 반 스텝 리프에서 시작되었다고 주장한다. 블랙모어는 가수 이언 길런에게 리프 위에 가사를 쓸 수 있느냐고 물었고, 나머지 곡은 거기서 진화했다.
이 노래는 영화 《독타운의 제왕》, 다큐멘터리 《워런 밀러의 왕조》, 비디오 게임 《기타 히어로: 반 헤일런》에 등장했다.
1997년 리믹스는 《애쉬 vs 이블 데드》의 첫 번째 에피소드와 마지막 에피소드에 수록되었다.

## 라이브 퍼포먼스
라이브로 처음 공연되었을 때, 밴드는 원래 그들의 첫 음반에 수록된 〈Mandrake Root〉의 일부였지만 점차 존 로드의 해먼드 오르간과 리치 블랙모어의 기타 솔로를 위한 쇼케이스로 발전했다. 이것은 보통 전체 곡의 길이가 20분이 넘도록 걸렸고, 항상 메인 세트의 마지막 번호로 공연되었다. 이러한 편곡의 좋은 예는 《Made in Japan》 음반에서 찾을 수 있으며, 블랙모어는 《Fireball》의 〈Fools〉의 "첼로" 솔로를 인용하기도 한다.
존 로드는 링 모듈레이터를 통해 솔로를 연주하거나 ARP 신시사이저로 일부를 연주했다. 한편, 리치 블랙모어는 보통 기타 솔로를 두 부분으로 나누었다. 즉, 드럼만으로 조용한 섹션, 풀 밴드로 시끄러운 섹션이다. 후반전은 종종 블랙모어가 기타를 부수거나 발로 연주하거나 공중으로 던졌을 때였다. 그 일이 일어난 가장 악명 높은 사건 중 하나는 1974년 캘리포니아 잼 페스티벌에서 그가 무대 가장자리에 기타 한 개를 떨어뜨리고 TV 카메라와 충돌한 후 그의 앰프에 불을 질렀고, 그 후에 폭발했다.
1984년 딥 퍼플이 개혁했을 때, 이 확장된 편곡은 다시 만들어졌고, 후에 다른 곡의 조각들을 포함시켰다.

## 참여 인원
- 이언 길런 – 리드 보컬
- 리치 블랙모어 – 기타
- 로저 글로버 – 베이스 기타
- 존 로드 – 키보드
- 이언 페이스 – 드럼, 퍼커션